# 安城市立安城東部小学校
安城市立安城東部小学校（あんじょうしりつ あんじょうとうぶしょうがっこう）は、愛知県安城市大岡町にある公立小学校。

## 概要
- 大岡町、北山崎町、上条町、高木町、西別所町、浜富町、東別所町、別郷町、法連町、山崎町、東新町の一部、東明町の一部が校区であり、公立中学校に進学する場合は安城市立安城北中学校、安城市立安祥中学校に進学する[1]。

## 沿革
安城東部小学校の開校年は1908年（明治41年）である。これは安城第四尋常小学校に改称した年である。ここではそれ以前についても記述する。
- 1873年（明治6年）9月 - 大岡学校として開校。民家を仮校舎とする。大岡村、高木村、山崎村の児童が通学する。
- 1887年（明治20年）4月 - 尋常小学大岡学校に改称する。上条村、高木村、別郷村、山崎村、北山崎村、東別所村、西別所村、大岡村の児童が通学する。
- 1888年（明治21年）12月 - 大岡村字宮東38番地[注釈 1]に校舎を新築し、移転する。
- 1889年（明治22年）10月1日 - 上条村、高木村、別郷村、山崎村、北山崎村、東別所村、西別所村、大岡村が合併し、平貴村が発足。
- 1892年（明治25年）9月 - 平貴尋常小学校に改称する。
- 1906年（明治39年）5月1日 - 安城村、箕輪村、福釜村、赤松村、今村、里村、古井村、平貴村、長崎村の一部（篠目）が合併し、安城町が発足。
- 1907年（明治40年）1月 - 安城第五尋常小学校に改称する。
- 1908年（明治41年）3月 - 安城第四尋常小学校に改称する。
- 1912年（明治45年）1月 - 現在地に校舎を新築し、移転する。
- 1941年（昭和16年）4月1日 - 安城町立安城第四国民学校にに改称する。
- 1947年（昭和22年）4月1日 - 安城町立安城第四小学校に改称する。
- 1948年（昭和23年）10月1日 - 安城町立安城東部小学校に改称する。
- 1952年（昭和27年）5月5日 - 安城町が市制施行し安城市となる。同時に安城市立安城東部小学校に改称する。

## 交通アクセス
- JR東海東海道本線安城駅下車、徒歩約25分。
- JR東海東海道本線西岡崎駅下車、徒歩約25分。
- 名鉄西尾線南安城駅下車、徒歩約25分。
- 名鉄西尾線北安城駅下車、徒歩約25分。
- 名鉄バス岡崎・安城線「大岡」バス停より徒歩約3分。

名鉄東岡崎駅より【30系統】「JR安城駅」行。
JR安城駅より【30系統】「名鉄東岡崎駅」行。

## 周辺施設
- 愛知県立安城東高等学校
- 東部保育園
- 安城自動車学校
- 大岡白山神社　※三河三白山（大岡白山神社・上条白山媛神社・桜井神社）の一つ
- JAあいち中央安城東